# Letcher
Letcher és una població dels Estats Units a l'estat de Dakota del Sud. Segons el cens del 2000 tenia 177 habitants.

## Demografia
Segons el cens del 2000, Letcher tenia 177 habitants, 75 habitatges, i 51 famílies. La densitat de població era de 112 habitants per km².
Dels 75 habitatges en un 32% hi vivien nens de menys de 18 anys, en un 54,7% hi vivien parelles casades, en un 6,7% dones solteres, i en un 32% no eren unitats familiars. En el 24% dels habitatges hi vivien persones soles el 10,7% de les quals corresponia a persones de 65 anys o més que vivien soles. El nombre mitjà de persones vivint en cada habitatge era de 2,36 i el nombre mitjà de persones que vivien en cada família era de 2,78.
Per edats la població es repartia de la següent manera: un 24,9% tenia menys de 18 anys, un 9% entre 18 i 24, un 26,6% entre 25 i 44, un 20,9% de 45 a 60 i un 18,6% 65 anys o més.
L'edat mediana era de 40 anys. Per cada 100 dones de 18 o més anys hi havia 101,5 homes.
La renda mediana per habitatge era de 27.083 $ i la renda mediana per família de 37.083 $. Els homes tenien una renda mediana de 22.917 $ mentre que les dones 15.208 $. La renda per capita de la població era de 14.164 $. Entorn del 18,6% de les famílies i el 24% de la població estaven per davall del llindar de pobresa.

## Poblacions més properes
El següent diagrama mostra les poblacions més properes.